# André Chauvet
André Chauvet est un architecte français, né le 26 octobre 1878 à Nantes, où il est mort le 29 janvier 1951. Il est l’auteur des plans de plusieurs villas balnéaires de La Baule et du Croisic.

## Biographie
André Chauvet naît en 1878 à Nantes. Il est diplômé de l’École nationale supérieure des beaux-arts, où il étudie dans la classe de Henri Deglane.
Il expose au Salon des artistes français entre 1903 et 1914.
Élève puis associé de Georges Lafont, il dresse avec celui-ci en 1906 les plans de la villa Ker Louisic à La Baule-Escoublac pour le professeur Thiroloix, ami de Lucien Guitry. Toujours avec Georges Lafont, il est l'auteur de la villa Pax, toujours dans le lotissement Pavie. Ces deux villas sont classées patrimoine exceptionnel de La Baule. En 1911, les deux architectes conçoivent l'école publique (devenue groupe scolaire Georges-Tanchoux). 
Installé comme architecte à Nantes, il réalise avec son confrère Francis Leray, un hall d'expédition annexe des usines LU au no 1 de la rue Crucy. 
Il dessine en 1930 les plans de la villa La Vigie romaine au Croisic, après avoir transformé, à partir de 1920, un moulin du XIVe siècle en logis champêtre à Batz-sur-Mer,.
Vers 1937, il dessine pour lui-même la villa Le Menhir.
Il meurt à Nantes en 1951.